# Bettina von Arnim
Bettina von Arnim (geboren Elisabeth Catharina Ludovica Magdalena Brentano, ook wel Bettine; Frankfurt am Main, 4 april 1785 – Berlijn, 20 januari 1859) was een Duits schrijfster uit de tijd van de romantiek.

## Leven en werk
Von Arnim was de zus van Clemens Brentano. In 1811 huwde ze de schrijver Achim von Arnim, wiens krachtige natuur een goed tegenwicht vormde voor haar soms overdadige fantasie. 
Von Arnim had een grote verering voor Goethe, die ze in 1807 leerde kennen en met wie ze een uitgebreide briefwisseling voerde. In 1811 brak Goethe met haar vanwege een ruzie tussen Von Arnim en zijn echtgenote Christiane. Haar bekendste werk is het deels gefingeerde Goethes Briefwechsel mit einem Kinde (1835), waarin ze haar briefwisseling met Goethe heeft verwerkt.
In haar latere werk hield Von Arnim zich veelvuldig met sociale problemen bezig. Ze verkondigde geëngageerde theorieën en steunde de vrouwenemancipatie, onder meer in haar bekende roman Dies Buch gehört dem König (1843).
In 1854 kreeg Von Arnim een beroerte waarvan ze niet meer herstelde. Ze overleed in 1859 en werd bij Kasteel Wiepersdorf, gemeente Niederer Fläming, Brandenburg, begraven naast haar echtgenoot Achim. Genoemd kasteel huisvest een culturele organisatie en een aan het echtpaar Arnim gewijd museum.

## Trivia
Bettina von Arnim en haar echtgenoot en hun achterkleinzoon Árpád baron Eperjesy de Szászváros et Toti staan centraal in het boek Een Schitterend Isolement (uitgeverij Querido, 2015), geschreven door de Nederlandse schrijfster Olga Majeau, een nazaat van Von Arnim. In 2016 verscheen de Duitse vertaling van dit boek: Brosamen für den blauen Vogel (BTB Randomhouse). 
De componist Robert Schumann heeft zijn Gesänge der Frühe, Op.133 uit 1853 voor piano opgedragen aan Bettina.